# Pagenteran
Pagenteran is een bestuurslaag in het regentschap Pemalang van de provincie Midden-Java, Indonesië. Pagenteran telt 1854 inwoners (volkstelling 2010).